# مركبة هوائية ديناميكية
المركبة الهوائية الديناميكية (بالإنجليزية: Aerodyne) هي مركبة جوية أثقل من الهواء، ويُحصَل على قوة الرفع الخاصة بها عن طريق فعل ديناميكي هوائي على أسطح المركبة.
تمثل المركبات الهوائية الديناميكية واحدة من الصنفين الرئيسين الذين تصنف الطائرات تحتهما (الصنف الآخر هو المركبات الهوائية السكونية، والمعروفة أيضًا باسم "المركبات الأخف من الهواء") وتتميز بوجود "عضو رفع" قادر على تحريك أو تحويل كتلة هوائية معينة إلى الأسفل من أجل دعم الطيران. يمكن أن يكون هذا العضو الداعم جناحًا في حالة الطائرات أو شفرة في المروحيات، ولكن أيضًا، عادةً ما يكون فوهةً في الصواريخ.
وبناءً على نوع عضو الرفع، يمكن تقسيم المركبات الهوائية الديناميكية إلى ثلاثة أصناف مختلفة: المركبات الهوائية الديناميكية ذات الرفع الديناميكي الهوائي، المركبات الهوائية الديناميكية ذات الرفع برد الفعل المباشر، والمركبات الهوائية الديناميكية ذات الرفع المختلط.